# Mercado de la Concepción

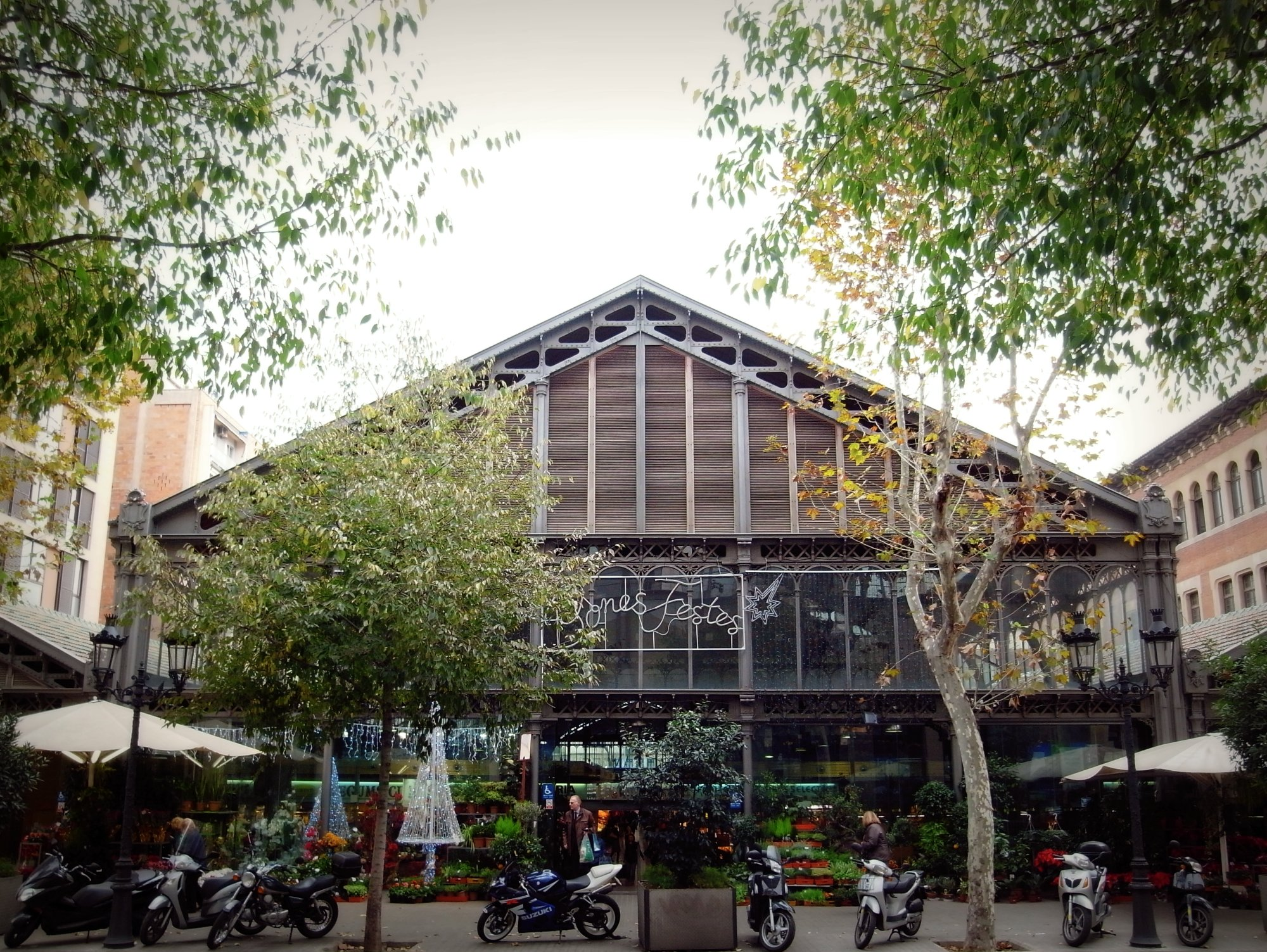
El mercado de la Concepción en su fachada de la calle de Aragón.

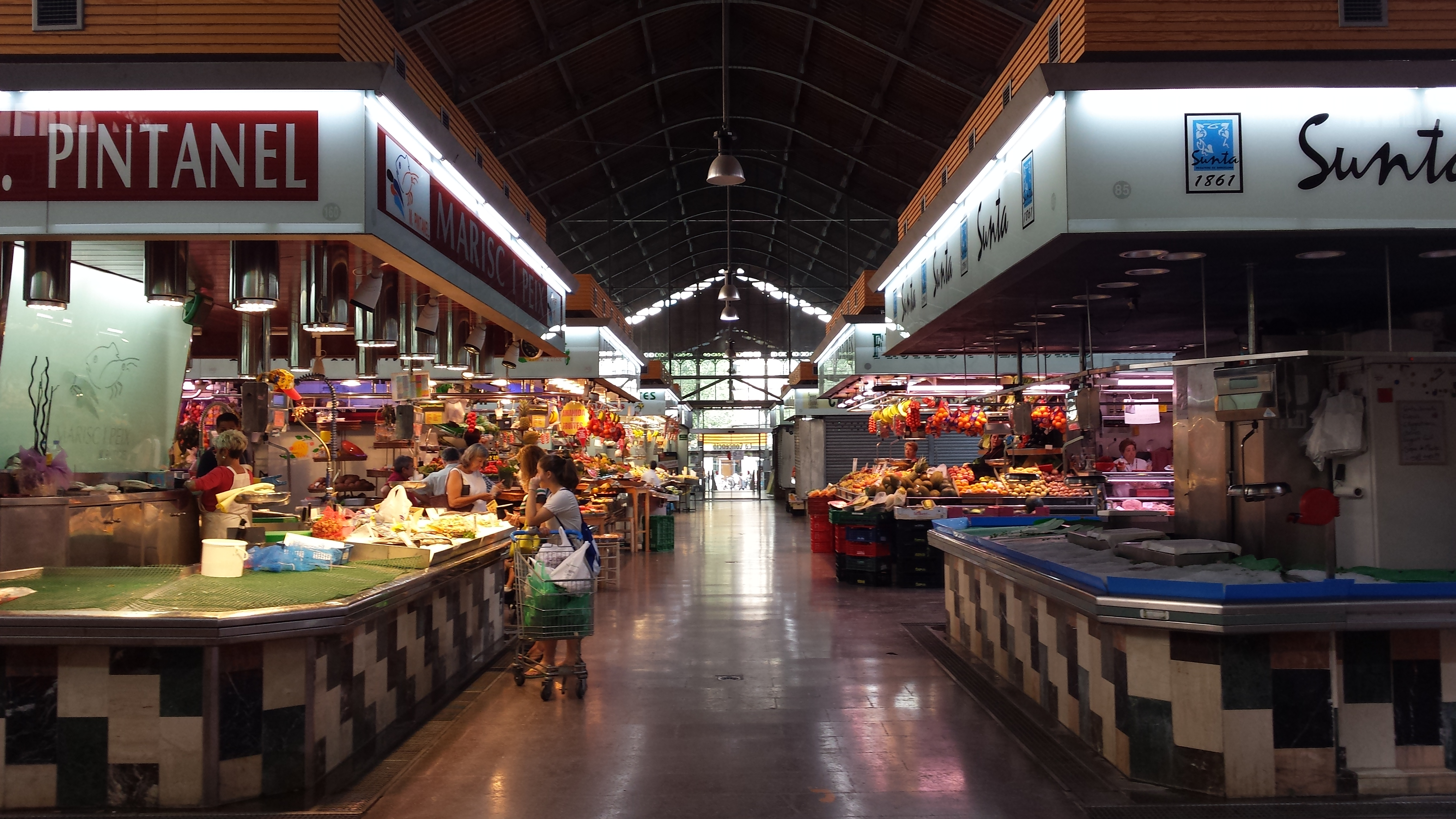
Paradas en el interior del mercado.

El mercado de la Concepción, también conocido como mercado de las flores, es un mercado del Ensanche de Barcelona (España). Fue proyectado por el arquitecto Antoni Rovira i Trias (que ya había construido anteriormente el mercado de San Antonio) y su construcción empezó en 1887, siendo inaugurado en 1888. Posee una superficie de 4.010 m², de los cuales 2.575 m² los ocupan las paradas. El edificio está catalogado como bien cultural de interés local.

## Descripción
El edificio es una característica estructura de hierro de tres naves, dispuesta en un único sentido compositivo, el eje mar-montaña, en la zona central de una manzana del Ensanche. La nave central, más ancha y más alta, se ilumina lateralmente por encima del tejado de las laterales. El edificio destaca por sus proporciones y por las dimensiones de las cerchas, así como por la simplicidad y sencillez. Predomina una visión de conjunto por encima de elementos estructurales o decorativos concretos. Las fachadas principales, que acusan el espacio interior mediante tres frontones independientes, se componen de elementos repetidos de ventanas o persianas, y descansan sobre un zócalo de piedra de Montjuic que se acaba con una reja de hierro forjado. Además, se conserva el tejado original, de tejas planas de colores.

## Remodelación
Entre 1996 y 1998 el arquitecto Alberto de Pineda Álvarez llevó a cabo una reforma del mercado que consistió en una excavación para incluir un sótano de aparcamiento de vehículos y nuevas cámaras de servicio. En el interior se modificaron los niveles de pavimento, para adaptar el espacio a las normativas de accesibilidad, y las fachadas, suprimiendo parte del zócalo y las rejas para ser sustituidos por nuevos cierres de vidrio y persianas de madera.